# Zenvo TSR
Der Zenvo TSR ist ein hinterradgetriebener Mittelmotor-Supersportwagen des dänischen Kleinserienherstellers Zenvo Automotive, der als Konzeptfahrzeug TSR Concept auf dem 86. Genfer Auto-Salon im März 2016 vorgestellt wurde. Technisch baut das Fahrzeug auf dem Zenvo TS1 auf, es ist gegenüber diesem aber mehr für den Einsatz auf der Rennstrecke entwickelt worden.

## Technische Daten
Den Antrieb übernimmt wie im TS1 ein 5,8-Liter-V8-Ottomotor. Dieser leistet bis zu 823 kW (1119 PS) und hat ein maximales Drehmoment von 1139 Nm. Auf 100 km/h beschleunigt der TSR in 3,0 Sekunden, die Höchstgeschwindigkeit wird bei 325 km/h elektronisch begrenzt.
|                                             | Zenvo TSR                     |
| Bauzeitraum                                 | 2017–2023                     |
| Motorkenndaten                              |                               |
| Motortyp                                    | V8-Ottomotor                  |
| Motoraufladung                              | Bi-Kompressor                 |
| Hubraum                                     | 5800 cm³                      |
| max. Leistung bei min−1                     | 823 kW (1119 PS) / 7100       |
| max. Drehmoment bei min−1                   | 1139 Nm                       |
| Kraftübertragung                            |                               |
| Getriebe, serienmäßig                       | sequentielles 7-Gang-Getriebe |
| Messwerte                                   |                               |
| Höchstgeschwindigkeit                       | 325 km/h (abgeregelt)         |
| Beschleunigung, 0–100 km/h                  | 3,0 s                         |
| Leergewicht                                 | 1580 kg                       |
| Tankinhalt                                  | 69 l                          |
| Kraftstoffverbrauch auf 100 km (kombiniert) |                               |
| CO2-Emissionen (kombiniert)                 |                               |
| Abgasnorm                                   | Euro 6                        |